# Pratibha Ray

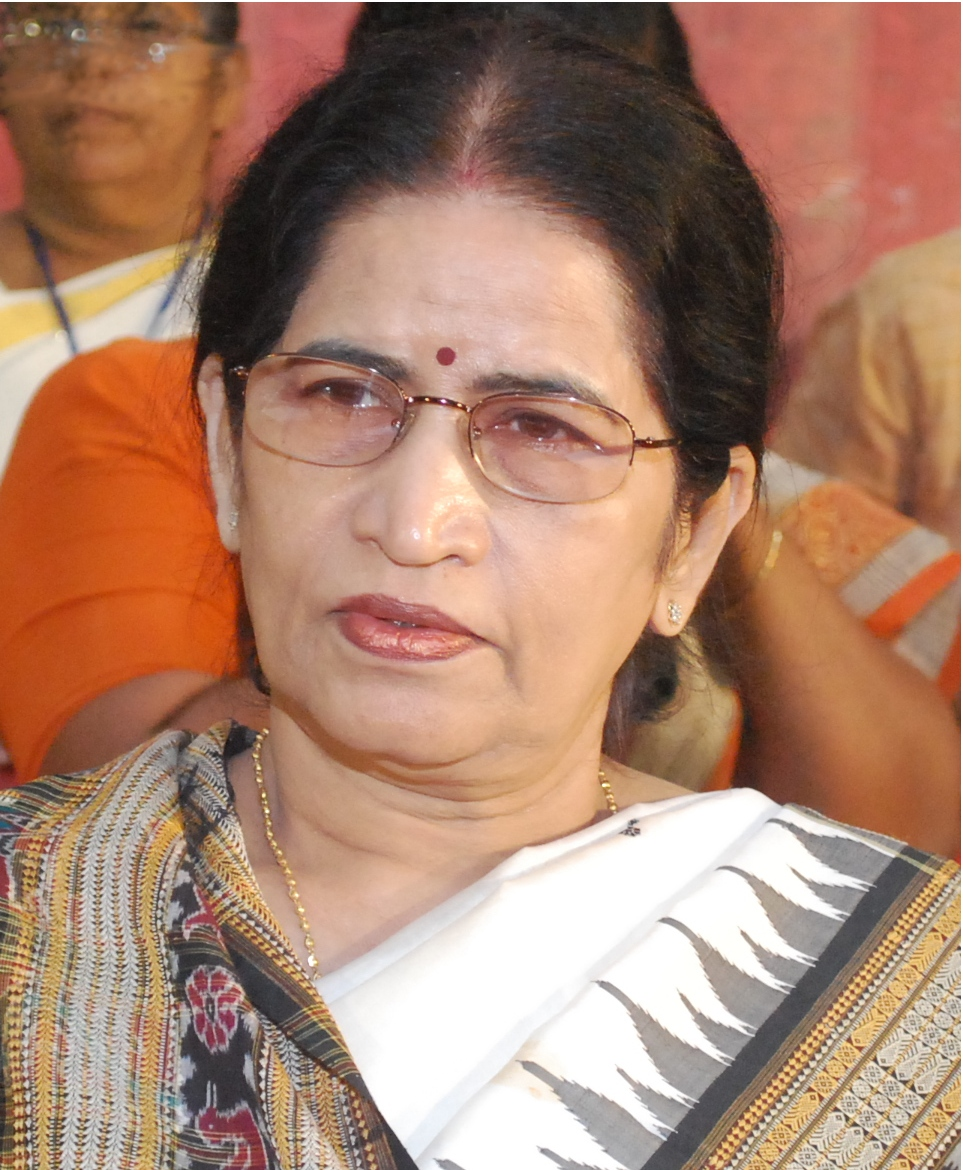
Pratibha Ray 2010

Pratibha Ray (Oriya ପ୍ରତିଭା ରାୟ) (geboren am 21. Januar 1944 in Alabol im Distrikt Cuttack, heute im Jagatsinghpur Distrikt) ist eine indische Autorin, die in der Sprache Odia schreibt. Sie verfasst vor allem Romane und Kurzgeschichten, für die sie mehrfach ausgezeichnet wurde. So erhielt sie unter anderem 2011 mit dem Jnanpith Award die höchste literarische Auszeichnung, die in Indien vergeben wird.

## Leben
Pratibha Ray wuchs in einer ländlichen Gegend Odishas auf und besuchte die Balikuda High School. Ihr Vater, Parashuram Das, war Schuldirektor und Freiheitskämpfer, und ihre Mutter, Manorama Devi, eine Hausfrau, die sich sozial engagierte. Ihre ersten kreativen Texte verfasste Pratibha Ray im Alter von neun Jahren. Sie gibt an, dass vor allem ihr Vater einen starken Einfluss auf sie ausübte und sie den Mut, die revolutionären Anteile ebenso wie den Humanismus in ihren Werken von ihm habe. Obwohl ihr Vater für sie ein großes Vorbild war, widersetzte sie sich seinem Wunsch, Ärztin zu werden und wechselte ohne sein Einverständnis von der medizinischen Hochschule auf einen anderen Zweig der Ravenshaw University in Cuttack. Nach ihrem Studienabschluss heiratete sie den Ingenieur Akshaya Chandra Ray. Das Ehepaar hat drei Kinder. Pratibha Ray setzte ihre akademische Karriere fort, als die Kinder in der Schule waren. Sie promovierte in pädagogischer Psychologie und forschte in der Folge zu den Stammessystemen der Bondo, einer Ethnie in Odisha, die sie auch kriminologisch untersuchte.

## Literarisches Werk
Pratibha Ray ist möglicherweise die bekannteste weibliche Stimme der Odisha-Literatur. Sie gilt als ausgesprochen talentiert und kompetent. Sie veröffentlichte einundzwanzig Romane, achtzehn Sammlungen von Kurzgeschichten, zwei Essaybände und einen Gedichtband, sowie Reiseerzählungen und Kinderbücher. Bereits ihr erstes Buch Barsha-Basanta-Baishakha, das 1974 erschien, wurde zu einem Publikumserfolg. Pratibha Ray wählt in ihren Werken häufig einen psychosozialen Fokus, ignoriert dabei aber auch politische und gesellschaftliche Dimensionen nicht. Häufig beschäftigt sie sich mit historischen und mythischen Themen. So griff sie in ihrem Roman Yajnaseni den Mythos von Draupadi – einer bekannten weiblichen Figur der indischen Mythologie – auf und erzählte die Legende aus feministischer Sicht neu. Ebenso verarbeitete sie in Mahamoh klassisch vedische Themen und rückte dabei schwierig zu verstehende Figuren, wie Ahalya, die Frau des Sehers (Rishi) Gautama, in den Mittelpunkt. Die wissenschaftliche Arbeit zu den Bondo diente ihr ebenfalls als Grundlage für literarisches Schreiben. Ihre Kurzgeschichtensammlung Bhagabanara Desh (Land of God) und ihr Roman Aadibhoomi (Primal Land) haben darin ihre Wurzeln. Eine Autobiographie veröffentlichte sie unter dem Titel Amrit Anwesha (In search of Nectar). Ihre Werke wurden ins Englische und in mehrere indische Sprachen übertragen. In Indien sind bereits zehn Doktorarbeiten über ihr Schreiben erschienen, ihre Bücher dienen als Lehrstoff an mehreren indischen Universitäten.

## Adaptionen für Fernsehen und Tanz
Ihr Roman Yajnaseni erfuhr Adaptionen als Fernsehserie in Hindi und als Ballettaufführung. Ihr Roman Mahamoha diente als Grundlage für eine traditionelle Odisha Tanzaufführung während einer Jahresversammlung der Odisha Society of the Americas.